# Norrmyrtjärnarna (Lycksele socken, Lappland, 720432-162798)
Norrmyrtjärnarna är en sjö i Lycksele kommun i Lappland och ingår i Umeälvens huvudavrinningsområde.